# Geophis immaculatus
Geophis immaculatus là một loài rắn trong họ Rắn nước. Loài này được Downs mô tả khoa học đầu tiên năm 1967.